# Temascalcingo
Temascalcingo è un comune del Messico, situato nello stato di Messico, il cui capoluogo è la località di Temascalcingo de José María Velasco.